# ویلا فرانکا د شیرا
شهر ویلا فرانکا د شیرا (به پرتغالی: Vila Franca de Xira) در ویلا فرانکا د شیرا در کشور پرتغال واقع شده‌است. جمعیت این شهر ۱۹٬۰۰۰ نفر است. در تاریخ ۲۸ ژوئن ۱۹۸۴ به عنوان شهر شناخته شد.